# Ataques en Túnez de 2006-2007
Los ataques en Túnez iniciaron el 23 de diciembre de 2006 hasta el 3 de enero de 2007, cuando las fuerzas de seguridad tunecinas se enfrentaron con miembros de un grupo relacionado con los islamistas del Grupo Salafista para la Predicación y el Combate (GSPC) en las ciudades de Soliman y Hammam-Lif, al sur de la ciudad de Túnez, capital del país homónimo, matando a más de una docena de personas.

## Descripción
El 23 de diciembre, dos islamistas fueron asesinados y dos arrestados en un tiroteo con la policía en la ciudad de Hammam-Lif, al sur de Túnez.
El 3 de enero, al menos dos miembros de las fuerzas de seguridad tunecinas y doce islamistas murieron y quince fueron arrestados en un enfrentamiento en una zona boscosa cerca de Soliman.
Entre los asesinados se encontraba el líder del grupo, Lassaad Sassi, un ex policía tunecino que había pasado un tiempo en Afganistán y encabezaba una red terrorista con base en Milán, Italia. Según se informa, el grupo de Sassi había establecido campos de entrenamiento en las montañas de Djebel Ressas y Boukornine, al sur de la capital tunecina.
Según el diario francés Le Parisien, al menos 60 personas murieron en los enfrentamientos. Más tarde se reveló que los islamistas habían estado en posesión de planos de embajadas extranjeras como posibles objetivos. Los ataques fueron los más graves cometidos por islamistas en Túnez desde el atentado con bomba en la sinagoga de Ghriba en 2002.